# Jerzy Ferdynand Adamski
Jerzy Ferdynand Adamski (ur. 29 maja 1957 w Niebocku) – polski historyk regionalista, publicysta, krajoznawca, działacz społeczny, samorządowiec.

## Życiorys

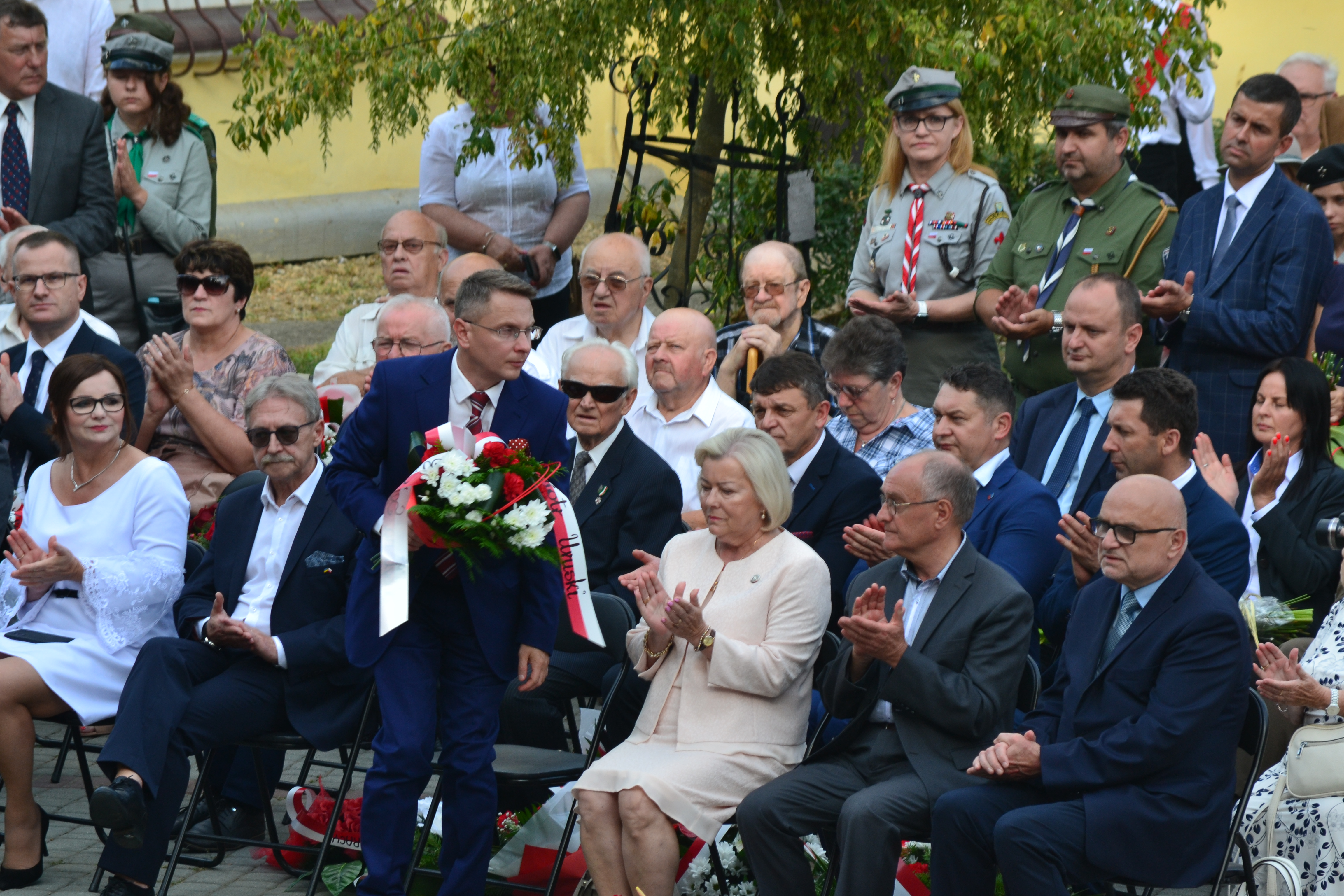
Jerzy Ferdynand Adamski (siedzi pierwszy z prawej u dołu) w 2022 w Sanoku

Urodził się 29 maja 1957 roku w Niebocku jako syn Mieczysława i Bronisławy z domu Pilszak. W rodzinnej wsi ukończył szkołę podstawową. Od 1975 zamieszkiwał w Grabownicy Starzeńskiej. W 1976 roku zdał egzamin dojrzałości w II Liceum Ogólnokształcącym im. Marii Skłodowskiej-Curie w Sanoku. Już od czasów nauki w szkole średniej interesował się historię regionalną, od końca lat 70. publikował swoje prace w lokalnych czasopismach. Został absolwentem Policealnego Studium Geodezyjnego w Brzozowie, odbył kurs gleboznawstwa na Akademii Rolniczej w Krakowie oraz ukończył studia historii na Uniwersytecie Jagiellońskim. Pracował jako geodeta i klasyfikator gruntów w brzozowskim oddziale Wojewódzkiego Biura Geodezji i Terenów Rolnych od 1978 do 1979 roku, następnie jako inspektor ds. gospodarki ziemią w Urzędzie Gminy Nozdrzec od 1979 do 1980 roku. Ukończył studia podyplomowe z europeistyki na Uniwersytecie Rzeszowskim i Université Paris Nord.
Współtworzył Muzeum Regionalne w Brzozowie, w którym był kierownikiem od 1 kwietnia 1980 roku, następnie instruktorem ds. muzealnych od 1 grudnia 1980 roku, ponownie kierownikiem od 1 lutego 1982 roku, a od 26 listopada 1991 roku dyrektorem, ponownie wybrany w 1995 roku, pełnił stanowisko do 1998 roku. Był też twórcą ośrodka wydawniczego przy tej placówce, który w latach 1981–1991 wydał drukiem 30 publikacji książkowych. Był redaktorem naukowym większości publikacji brzozowskiego muzeum. Był współzałożycielem i członkiem komitetu redakcyjnego nielegalnej „Biblioteczki Przemyskiej” (od 1985), jak również przewodniczącym zespołu redakcyjnego ośrodka wydawniczego archidiecezji przemyskiej. Od 1991 do 1999 roku był członkiem Okręgowej Komisji Zbrodni Popełnionych na Narodzie Polskim w Rzeszowie, do 1995 roku przewodniczącym zespołu redakcyjnego ośrodka wydawniczego tegoż. W latach 80. był członkiem diecezjalnej Rady Kultury przy bp. Ignacym Tokarczuku. Za swoją działalność był inwigilowany przez SB. Został działaczem PTTK, od 1989 roku zasiadał w zarządzie organizacji w Brzozowie, od 1989 do 1991 roku członek zarządu wojewódzkiego, od 1991 do 1998 roku członek Komisji Opieki nad Zabytkami Zarządu Głównego PTTK. Jako działacz PTTK organizował rajdy zatytułowane „Szlakiem Kurierów Beskidzkich” oraz „Szlakiem Dobrego Wojaka Szwejka”. Był inicjatorem powstania czasopism: „Wiadomości Brzozowskich” (1991/1992), „Społeczna opieka nad zabytkami” (1992), „Nasza Gmina Dydnia” (2004). Pracował także jako nauczyciel w szkole podstawowej i liceum ogólnokształcącym. Był prezesem Stowarzyszenia Małopolskiego Uniwersytetu Ludowego we Wzdowie. 
Kształcił się na także na studiach podyplomowych europeistyki na Uniwersytecie Rzeszowskim oraz Université Paris Nord. Pełnił mandat radnego Rady Miejskiej w Brzozowie (1994–1998), radnego Rady Powiatu Brzozowskiego (1994–1998). Od 1998 roku przez pięć kadencji pełnił urząd wójta gminy Dydnia. W wyborach samorządowych w 2018 ponownie startował na to stanowisko, uzyskał największą liczbę głosów w pierwszej turze (44,87%), a w drugiej turze uzyskał 46,01% głosów i przegrał z Alicją Pocałuń. Począwszy od 2019 r. pełni funkcję asystenta krajowego europosła Bogdana Rzońcy. W 2017 roku Prokuratura Rejonowa w Krośnie wniosła akt oskarżenia przeciw Jerzemu F. Adamskiemu w związku z niedopełnieniem obowiązku wynikającego z ustawy o pracownikach samorządowych w związku z nieogłoszeniem przez niego konkursu na stanowisko sekretarza gminy wskutek zaistnienia wakatu. W postanowieniu z dnia 28 lutego 2018 roku Sąd Rejonowy w Jaśle stwierdził, że wójt nie dopełnił ustawowego obowiązku, jednak nie ucierpiał na tym interes samorządu i nie zostało zachwiane zaufanie do władzy; powyższy sąd oczyścił wójta z zarzutów i ze względu na znikomą szkodliwość czynu umorzył postępowanie. Uchwałą Nr IV/49/2019 Rady Gminy Dydnia z 24 stycznia 2019 roku został Honorowym Obywatelem Gminy Dydnia.
Jako członek Ruchu Społecznego AWS kandydował w 2001 do Sejmu z listy Akcji Wyborczej Solidarność. W trakcie ostatniej kadencji na stanowisku wójta przystąpił do Prawa i Sprawiedliwości, stając na czele gminnych struktur partii. Został dyrektorem biura poselskiego posła do Parlamentu Europejskiego Bogdana Rzońcy.

## Życie prywatne
W 1979 roku jego żoną została Barbara z domu Dobrowolska. Wraz z rodziną zamieszkał w Brzozowie.

## Publikacje
- Kościelne dzieje regionu brzozowskiego (1982)
- 75 lat Gimnazjum i Liceum Ogólnokształcącego w Brzozowie (1984)
- Brzozów. Muzeum Regionalne PTTK. Przewodnik (1985)
- Chwalcie z nami Panią Świata. Z dziejów Kościoła na Ziemi Brzozowskiej (1986)
- Barokowa kolegiata w Brzozowie (1988)
- Kurierskim szlakiem po Beskidzie Niskim (1989)
- Golcowa. Szkice z dziejów wsi (1989, autor: Benedykt Gajewski)
- Brzozów. Zarys monograficzny (1990)
- Kościół katolicki w Jasielskiem 1939-1945 (1991)
- W więzieniach PRL. Powojenne wspomnienia kuriera z Sanoka (1991, autor: Jan Łożański)
- Słownik historyczno-geograficzny ziemi sanockiej w średniowieczu. Cz. 1, (A-I) (1991, autor: Adam Fastnacht)
- Księga jubileuszowa. 25 lat pasterskiego posługiwania ks. biskupa Ignacego Tokarczuka. Praca zbiorowa (1991)
- Pogórze Dynowskie. Informator turystyczny (1992)
- Diecezja przemyska w latach 1939-1945. T. II: Dekanaty. Kościół katolicki w Brzozowskiem i Sanockiem 1939-1945 (1992)
- Z dziejów Solidarności Podkarpackiej (1992)
- Z dziejów Ochotniczych Straży Pożarnych w gminie Haczów (1994)
- Dydnia – gmina w Dolinie Sanu (1994)
- Niebocko. Zarys dziejów wsi (1994)
- II Międzynarodowa Konferencja Ekologiczna: Brzozów, 8-10.X.1993 r. Referaty i komunikat (1994)
- III Międzynarodowa Konferencja Ekologiczna. Brzozów, 7-10.X.1994 r. Materiały pokonferencyjne (1994)
- Księga pamiątkowa Szkoły Podstawowej nr 2 im. Ignacego Łukasiewicza w Humniskach (1995, współautor)
- IV Międzynarodowa Konferencja Ekologiczna, Brzozów, 20-22 X 1995 r. Materiały pokonferencyjne (1996, współautor)
- Brzozów, Domaradz, Dydnia, Haczów, Jasienica Rosielna, Nozdrzec i okolice (1996)
- Haczów – gmina na Podkarpaciu (1997)
- Słownik historyczno-geograficzny ziemi sanockiej w średniowieczu. Cz. 2, (J-N) (1998, autor: Adam Fastnacht)
- Brzozów. Domaradz, Dydnia, Haczów, Jasienica Rosielna, Nozdrzec i okolice (1999)
- Księga jubileuszowa 1909-1999. 90 lat Gimnazjum i Liceum Ogólnokształcącego w Brzozowie (1999)
- Dydnia. Gmina nad Sanem (2000)
- Brzozów i powiat brzozowski (2002)
- W gminie Haczów (2003)
- Dydnia. Gmina w Dolinie Sanu (2004)
- Ziemia brzozowska. Drugiej takiej nie masz (2007)
- The land of Brzozów. A land like no other (2007)
- Gmina Dydnia (2008)
- Dolina błękitnego Sanu (2009, współautor)
- Legendy i opowieści Ziemi Dydyńskiej (2010)
- Ziemia Dydyńska. Kraina Sanem przepasana (2011)
- W krainie Pogórzy (2013)
- W gminie Dydnia (2014)
- Dydnia i okolice. Informator turystyczny (2017)

Publikacje stanowią także prace zbiorowe, których redaktorem był Jerzy F. Adamski.

## Odznaczenia i nagrody
- Złoty Krzyż Zasługi (2011)[12]
- Srebrny Krzyż Zasługi (2005)[13]
- Order Uśmiechu
- Złota Honorowa Odznaka PTTK (1988)
- Nagroda I stopnia im. Franciszka Kotuli (1992)
- Nagroda państwowa II stopnia Prezesa Urzędu Kultury Fizycznej i Turystyki (1992)
- Wawrzyn '92 Rozgłośni Polskiego Radia i Telewizji w Rzeszowie (1993)
- Nagroda wojewody krośnieńskiego (1997)
- Wójt Roku 2006 w plebiscycie czytelników Serwisu Samorządowego PAP
- Finalista konkursu Wójt Roku 2016[14]
- Statuetka okolicznościowa Wojskowej Komendy Uzupełnień w Sanoku (2018)[15]